# 2449 Kenos
2449 Kenos је Марсов тројански астероид са средњом удаљеношћу од Сунца која износи 1,908 астрономских јединица (АЈ).
Апсолутна магнитуда астероида је 14,26.